# Igreja e Convento de São Francisco (Goa)
A Igreja e Convento de São Francisco é um templo católico, uma das mais antiga igrejas ainda em pé em Goa Velha. Faz parte do conjunto pertencente ao patrimônio da Humanidade de Igrejas e Conventos de Goa.

## História
O Convento de São Francisco de Assis de Goa foi fundado em 1518 por Frei António Louro, que chegou tendo mais oito freis franciscanos na sua missão, com ordens explícitas do rei Manuel I de Portugal para que o governador Lopo Soares de Albergaria facilitasse a ação missionária e a instalação deles.
Albergaria cedeu algumas casas que haviam pertencido a João Machado, então falecido, e que ficavam onde ainda hoje se encontra o grande cruzeiro. As primeiras acomodações eram modestas, constituídas apenas por uma capela com três altares, um coro onde havia um órgão, e uma pequena sineira. Havia ainda uma sacristia, as respectivas celas e uma horta.
Frei António Louro queixou-se por carta enviada à Metrópole em 4 de novembro de 1518 que não havia feito muita coisa nem em Cochim nem em Goa, por desentendimentos com o governador, e aproveitava para pedir autorização para usar na construção as pedras aparelhadas de muito boa qualidade que pertenciam a um templo hindu da ilha Divar, que tinha sido destruído. Por fim, a obra foi concluída em 1521.
São Francisco Xavier visitou em 1548 o convento de São Francisco, que já albergava 40 frades. Mas o retábulo do altar-mor estava podre e quase destruído, pelo que os frades pediram um novo ao rei, juntamente com mais dois para a capela do cruzeiro, e outro para a sala capitular. A construção manuelina não resistiu, acabando a comunidade por tomar a iniciativa de a reedificar, tendo sido lançada a nova pedra em 1661. Nessa reedificação, sobrou da construção original apenas o portal manuelino.

## Arquitetura

### Exterior
Seu estilo atual é barroco. De sua construção original, em estilo manuelista, restou apenas o portal. Este portal, em pedra escura, apresenta um perfil trilobado tipicamente manuelino e um remate ladeado por esferas armilares, símbolos de D. Manuel. A fachada é estreita e alta, com duas torres de secção octogonal. Em frente há um grande cruzeiro de granito.

### Interior
O interior é de uma só nave abobadada, com capelas laterais e transepto, cobertos por estuque e pinturas. O piso da igreja, como outras igrejas de Goa, possui grande quantidade de campas com inscrições e brasões. A capela-mor possui várias pinturas sobre a vida de São Francisco de Assis e um grande retábulo de talha dourada datado de cerca de 1670 com uma imagem de Jesus na cruz abraçando com um braço a São Francisco. Atrás do retábulo, visível por uma abertura deste, encontra-se um tabernáculo esculpido, sustentado por estátuas dos Quatro Evangelistas, que era usado para exibir o Santíssimo Sacramento e o cibório.

## Galeria

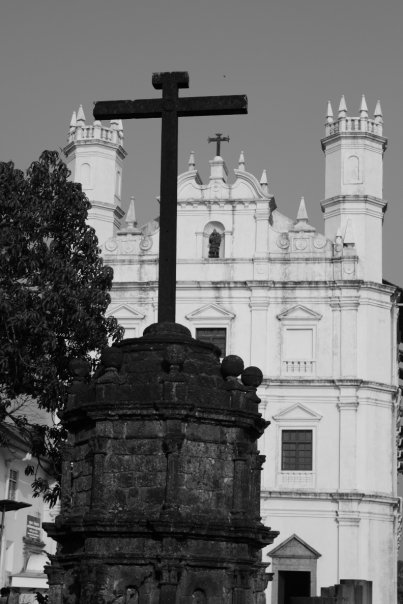
Cruzeiro em frente à Igreja
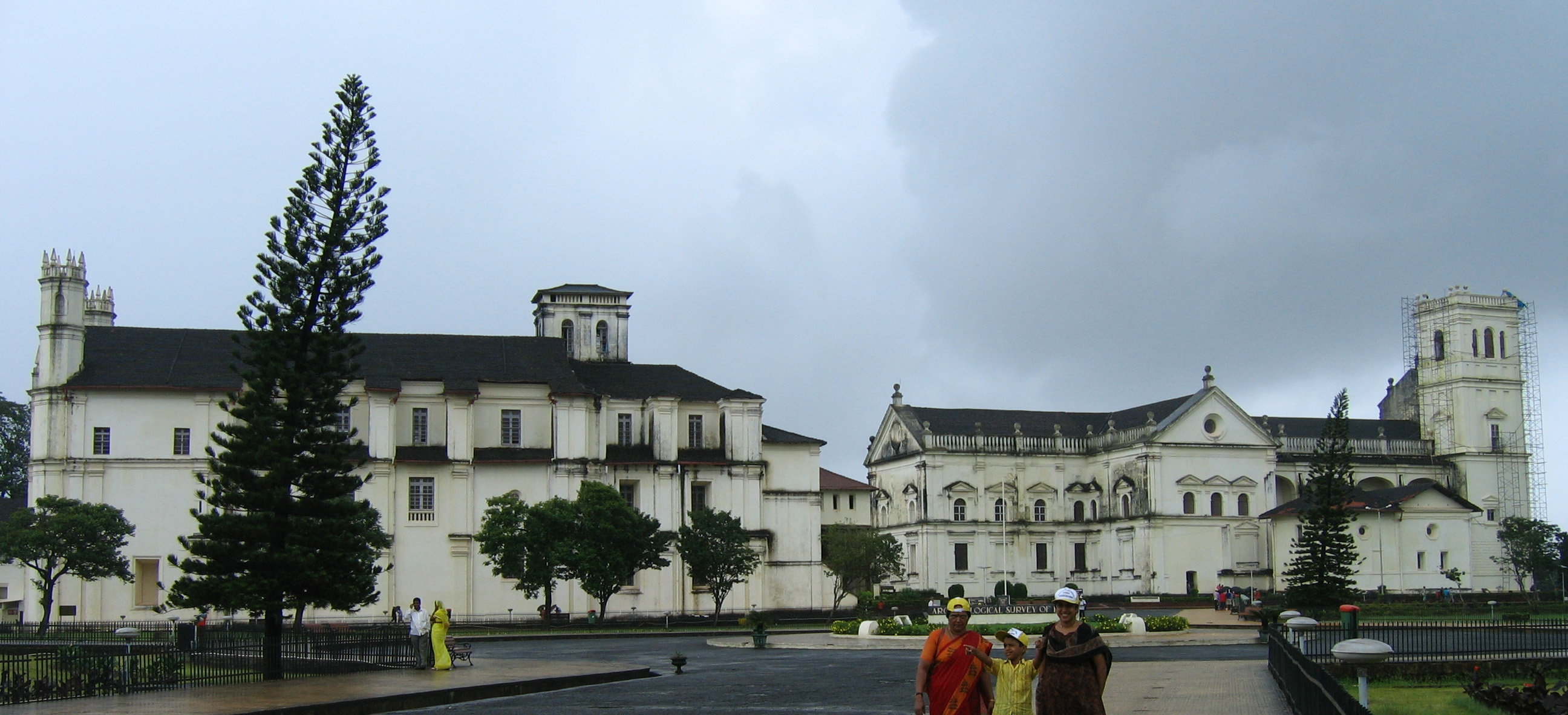
Igreja de São Francisco de Assis e a Sé Catedral de Santa Catarina
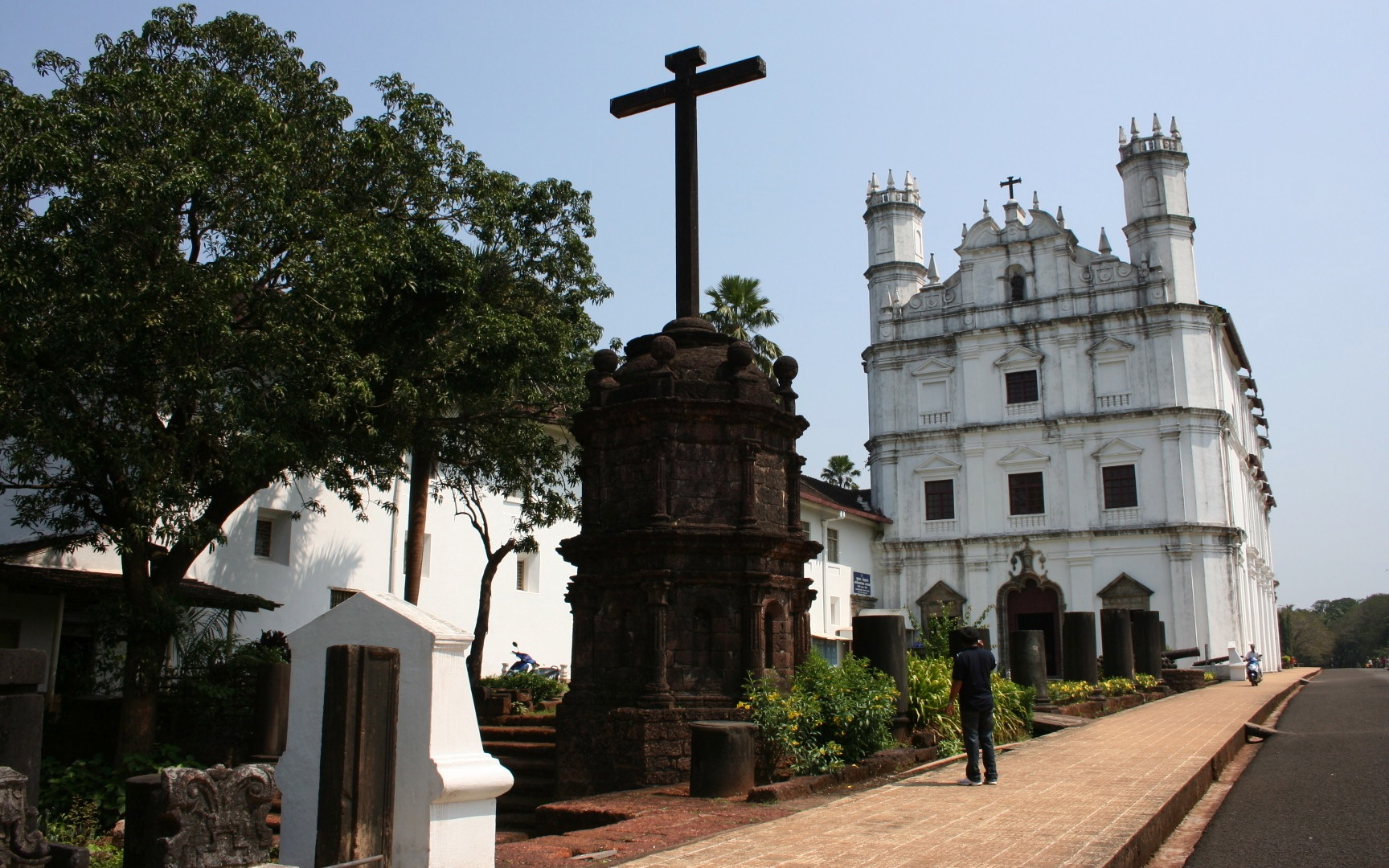
Cruzeiro em frente à Igreja
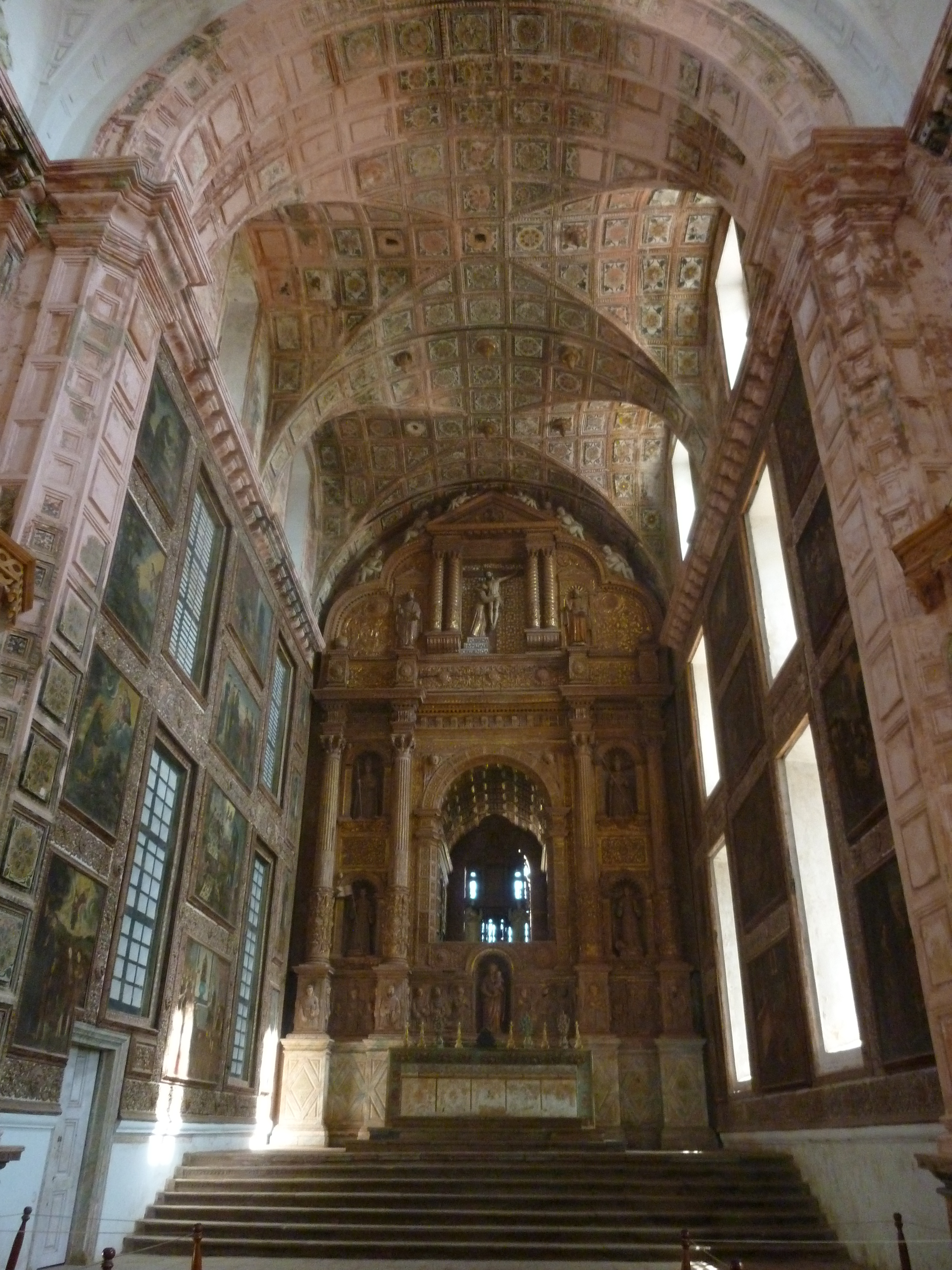
Altar-mor
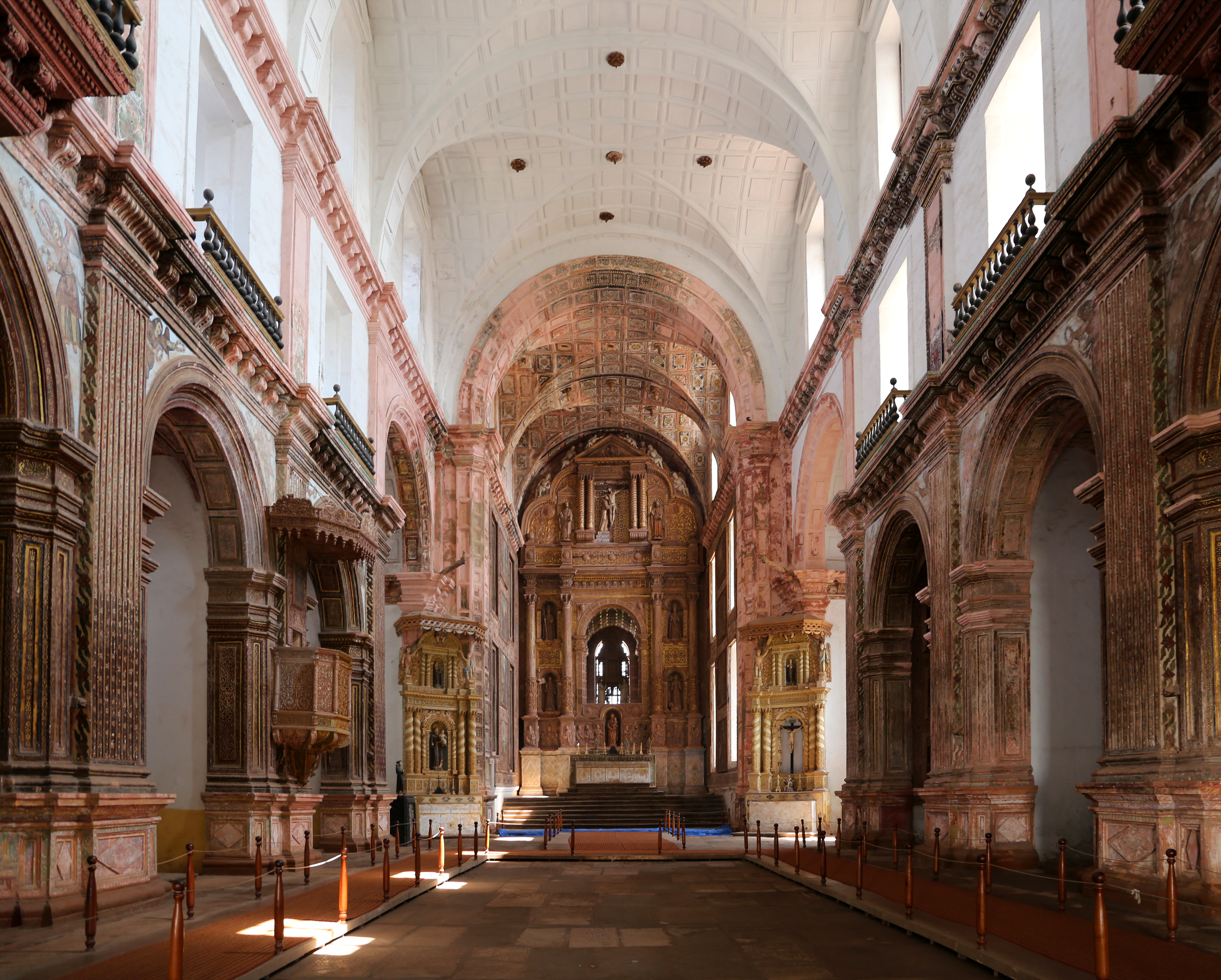
Nave principal da Igreja
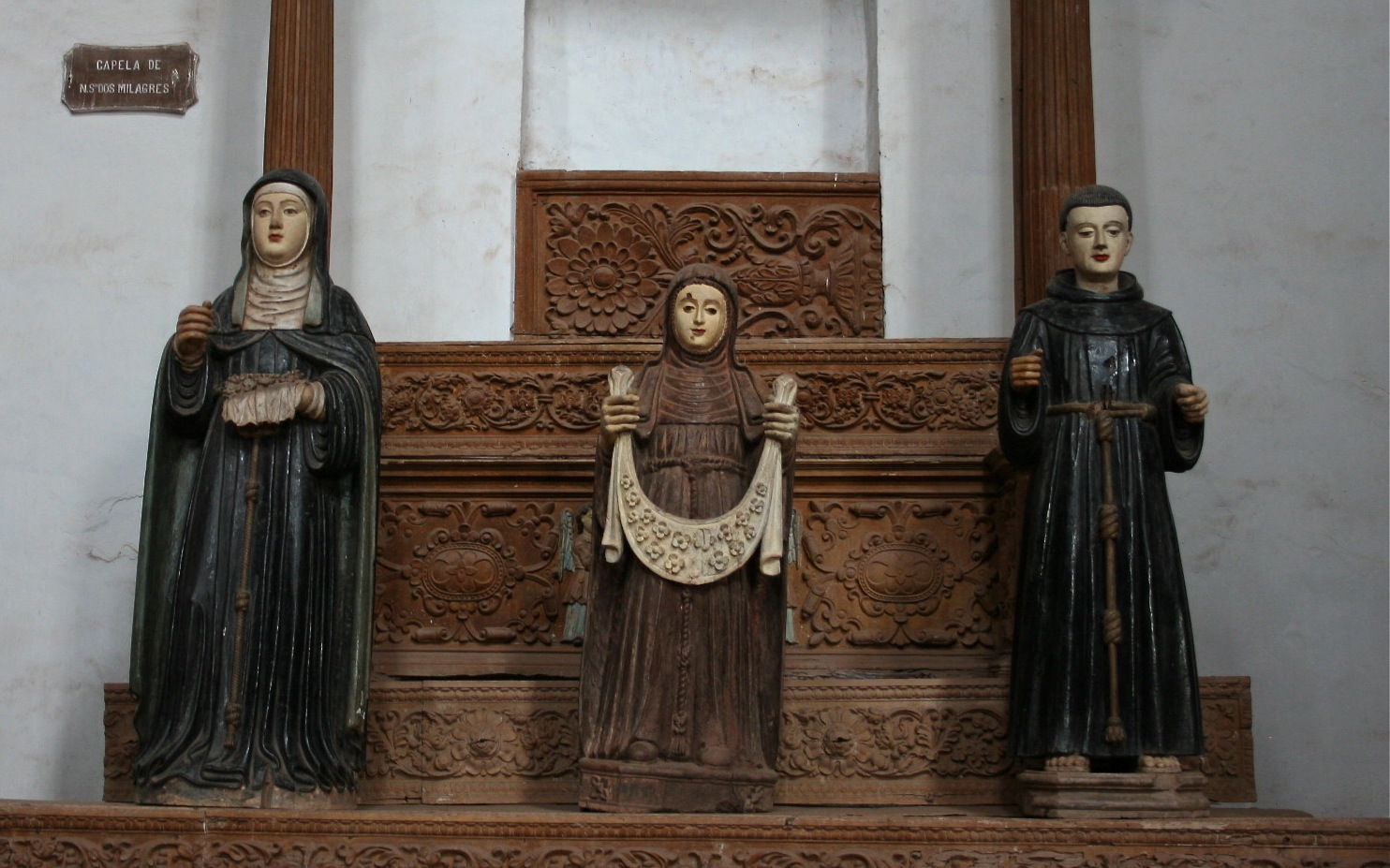
Detalhe de imagens na Capela de Nossa Senhora dos Milagres, dentro da Igreja de São Francisco de Assis